# 蒙面猫侠
《蒙面猫侠》，是柳濑嵩原作的繪本，并由名古屋电视台制作，在朝日电视台放送的日本电视动画。讲述的是在山猫山的猫城，有一位蒙面猫侠。只要有谁有危险就喊“救命”他就会出现帮助。

## 登場人物
喵吾/科學小飛喵（ニャーゴ / ニャンダーかめん）
配音：浅野麻由美（日本）；王瑞芹（台灣）；袁淑珍（香港）
本作品的主角。喜歡看書且個性乖巧的小學男孩。雖然其讀書與運動相關的才能沒有比其他人好，甚至在班上是吊車尾，不過善心一時被貓神仙給認定，就給予了身為科學小飛喵一切的使命（雖然在某些意義上是半強迫的）——也就是科學小飛喵套裝。
平常以喵吾的身分示人。在變身成科學小飛喵的時候貓鬚與尾巴會消失，然後眼睛的部分會變成凜冽的眼神，同時聲音和語氣也變得相當凜冽。
只要有人喊救命的時候，無論對方是敵人還是朋友都會以同樣的模式出手相救。目前唯一的弱點是青椒（既使是變身成科學小飛喵後也亦然），以及个性较单纯有时较容易受骗。
咪兒/科學女飛喵（ミーコ / ニャンダーかれん）
配音：川田妙子→金井美香（第14集上半－）（日本）；李明幸（台灣）；陸惠玲（香港）
喵吾的妹妹。平常打理哥哥與自己的生活，表面上是為了哥哥無精打采且不檢點的生活生氣，但其實是為了哥哥著想。
最初被拯救之後對科學小飛喵產生出單相思，但後來在知道其真實身分是哥哥喵吾後大感震驚，於是在貓神仙的強迫之下成為科學女飛喵（值得一提的是，雖然咪兒正式成為女飛喵是在第73話，但早在自第63話開始女飛喵就已經在片頭曲中登場了）。
嗶嗶鳥（ピーどり）
配音：鈴木紀子（日本）；沈小蘭（香港）
還在蛋裡面時被當時的喵吾帶回去意外孵化的，精神飽滿的小翼手龍。與科學小飛喵互為搭檔，在搭檔發生危險時會出手相救。
無法說話，只會發出「嗶－！」的聲音。多數時候在喉嚨裡面有藏了科學小飛喵的變身套裝。
喵歐（ニャオン）
配音：堀內賢雄（日本）；陳進益（台灣）；陳永信（香港）
本作中以主要登場人物的身分登場的藍色山貓。非常重視自身的名譽，曾多次想要成為電視上人氣排行榜第一名的大人物而想出許多對策，可惜最後都以失敗收場。
總是有著以自我為中心的任性性格、不過稍微帶些善心。曾經有一度假扮成麵包超人中的細菌人，然後也有惡意地進行假扮成科學小飛喵的時候。由於自己的良心使然，偶而也會去行善，是本作裡面少數更接近人類的角色。然後在偶然的情形下疑似是發現喵吾和科學小飛喵的共通點，並認為科學小飛喵的真面目就是喵吾。然後打算想要向大家舉發該事實，最後在證據不足之下不了了之。
特徵是一般貓咪不常見到的一副圓臉和兩撇鬍子。很久以前是以凶暴的野生山貓的模樣登場，最後於演化下成為現在的模樣。
具有發明的才能。因此開發出移動的交通工具「超級喵歐號」機器（燃料來源是一般垃圾）。自己曾在偶然的情形之下於電視節目上的人氣排行榜躍升第一名，但是本人卻沒有看到那一瞬間（只有可兒有看到那一瞬間）。
可兒（コン）
配音：內川藍維（日本）；雷碧文（台灣）；劉惠雲（香港）
白色狐狸少女。由於傾慕著喵歐的關係，經常處理他的家事與張羅三餐。不知為何地就認為喵歐是最好的男生，並私下稱呼他「喵歐少爺」，然後在每次作戰計畫失敗的時候總是會跟著說出「真是辛苦你了，喵歐少爺…（おいたわしや…ニャオンさま…）」這句話。曾聽從虎喵那邊所給的如何讓人氣上升的建議，在失敗之後焦躁地聽最後的幾句話是常有的事情。
擅長變身術，但變身後的效果幾乎不如預期所想。
銀子/銀姐（ギンコ）
配音：小林優子（日本）；李明幸（台灣）；盧素娟（香港）
有著年輕肌膚的橙色河狸。認識的人通稱它為"銀子姊姊"。
擔心無法成為人氣大人物的喵歐的可兒經常會來光顧其住處，然後要求借錢來應急。戰鬥時的必殺技為翼拳，當打中對手時會產生處猶如小孩子般著迷的效果（不過對科學小飛喵似乎沒任何效果）。
盤子吉（サラキチ）
配音：檀臣幸（日本）；雷霆（香港）
與銀子互為搭檔的男性河童。
平常與銀子一起同居，對銀子有單相思。頭上的盤子可以取下來當做手裡劍拋出去，當頭上的盤子取下來，然後長時間處在陸地上就會使不出力來。

### 喵吾的朋友們
喵太（ニャンタ）
配音：喜田亞由美（日本）；李明幸（台灣）；區瑞華（香港）
在喵吾的班級上以班長的身分存在的學生。
喜歡玩球。許下希望自己能跟憧憬中的科學小飛喵一樣有志氣，曾經在自己想說出「要上人氣排行榜」這句話之後被喵歐認為是傻瓜。
喵子（ニャコ）
配音：山川亞彌（日本）；雷碧文（台灣）；沈小蘭（香港）
在喵吾的班級上猶如影星瑪丹娜一般存在的女學生。
暗戀著喵吾、喵太和喵智等人，並許下與喵吾結婚的願望。其樣貌是所有人中最能辨認的，有著茶色的眼睛。為全班所有人身高最高的，拿手的項目是唱歌與跳舞。
喵智（キャッチン）
配音：山門久美（日本）；雷碧文（台灣）；林丹鳳（香港）
喵吾的同班同學，是班上最聰明的高材生，不過為人十分的謙虛低調。
總是戴著一副眼鏡、穿著與身體尺寸不合的白色實驗室大衣。於自家的隔壁建造了一間專屬的實驗室，曾許下未來可以發明出可以幫助人的物品的願望。
鈴子老師（スズコ先生）
配音：小林優子（日本）；李明幸（台灣）；陳凱婷、梁少霞（代配）（香港）
喵吾於就讀學校的級任導師。對於喵吾提出的各種怪病（雖然絕大多數是為了要變身然後不能被人發現而裝病的）而暫時缺席的狀況抱持寬容的態度。與卡莎、卡巴玲娜、皮其克小時候是學生時代的同班同學。
小玉（タマ）
配音：小林優子（日本）；蔡惠萍（香港）
喵吾的同班同學女孩。性格乖巧不過注意力敏銳，是個非常喜歡努力的人。
似乎喜歡上喵吾，對於科學小飛喵的各種小細節也都精通。
洽米（チャーミン）
配音：一龍齋貞友（日本）；鄭麗麗（香港）
喵吾的同學之一。身形肥胖但同時帶些強勢的女孩子。
貓神仙（ネコ仙人）
配音：藤本讓（日本）；陳進益（台灣）；盧國權（香港）
給予喵吾科學小飛喵套裝的神仙。
為了要拯救充滿爭吵與負面情緒的人間界，然後需要找個人來代替自己，於是就看上了喵吾的善心，並且給予其使命；故事後期也給予了意外發現到秘密的妹妹小咪一套科學女飛喵的套裝和其使命。

### 反派人物
斗篷嘻嘻/披風嘻嘻（マントヒヒ）
配音：辻親八（日本）；黃天佑（台灣）；張炳強（香港）
居住在貓咪鎮附近山上的男性獅子。為了要決定誰是貓咪鎮的主子，經常向科學小飛喵下挑戰書。
與喵歐是死對頭，但不同的地方為沒有實際做壞事、也不是實質上的反派角色（除了髑髏王的手下和老鼠啾啾族全體例外），在本作中算是臨時的反派。
必殺技為從口中噴發出來的火球，命名為「電光火炎」。最害怕落蕎，原本居住在斗篷之家，總是身穿自己製作的斗篷，然後自由自在地到處飛行。
狸貓子（タヌコ）
配音：小林優子（日本）；鄭麗麗（香港）
狸貓少女，斗篷嘻嘻的部下，私下稱呼他「大哥」。與可兒和喵歐認識，與可兒不同的是喜歡上如斗篷嘻嘻一樣不露鋒芒的男子。
與可兒同樣能施展變身術，是競爭對手的關係。
蜘蛛貓（クモネコ）
配音：梅田貴公美（日本）；林丹鳳（香港）
斗篷嘻嘻的搭檔。從口中吐出來的蜘蛛絲具有強力的黏性。
髑髏王（ドクロ王）
配音：中田和宏（日本）；招世亮（香港）
以髑髏的姿態登場的魔物。同時是以企圖要支配全世界為目的登場的反派角色。
曾經去誘惑喵歐取下被抓到的科學小飛喵面具，然後另外在出擊時會全數率領身為手下的怪物們。他同時也是唯一知道自己所持有的手杖裡面的刀劍力量，髑髏王曾用這支劍讓恐龍的化石給還原、控制在空中飛行的島，然後曾企圖不惜一切要收集三支長短不同的劍以征服全世界。
但由於身體只有骨頭，在每次敗北的時候身體四分五裂之際，多次有成功逃亡，不過在某一次於科學小飛喵和卡可、空中飛行的島上居民的協助下在空中被完全消滅。故事後期由手下們收集四塊寶玉，用其寶玉的力量封印在海底，然後與移動要塞一起復活，向自己立下要再次征服世界與打倒科學小飛喵的誓約。
老鼠神仙（ネズミ仙人）
配音：檀臣幸（日本）；源家祥（香港）
於故事後期登場，老鼠啾啾族全體所稱呼的軍團首領。
因為說出了「貓是老鼠的天敵！」，然後由於是用所有的軍隊們打算要佔領貓咪鎮的關係，經常讓貓咪鎮上的居民感到困擾，然後使其讓貓咪鎮的居民也因此做出憤怒的反擊。
啾太（チュータ）
配音：梅田貴公美（日本）；雷碧娜（香港）
啾吉（チュージ）
配音：一龍齋貞友（日本）；盧素娟（香港）
啾子（チューコ）
配音：小林優子（日本）；沈小蘭（香港）
以上的三人均為老鼠神仙所挑選出來的，能與科學小飛喵和科學女飛喵對抗的老鼠啾啾族菁英。

### 其他人物
老虎丸/木乃伊丸（ウルトラ丸 / ミイラ丸）
配音：長島雄一（日本）；郭志權→陳卓智→盧國權（香港）
總是認為自己是正義的一方的老虎壯漢，有著隨便且會發酒瘋的性格。
在被科學小飛喵給拯救之後，就隱藏了自己的身分，同時化名為「木乃伊丸」，在科學小飛喵與貓咪鎮的居民同時遇上危機時出手幫助。
三毛（ミケ）
配音：青山穣（日本）；陳卓智（香港）
所屬於貓咪鎮電視台（一般俗稱為小飛喵頻道）的節目主持人兼攝影師。
通常負責包含在人氣排行榜主持人和新聞在內大多數的電視節目，此外也會擔任電影導演。
卡莎爾（カザール）
配音：一城美由希（日本）；雷碧娜（香港）
身為最尖端的時裝領導者、然後在貓咪鎮上經營服飾店的猴子。
說話的時候經常以「ザ〜ル」來當作語助詞。和卡巴立那、皮切克互為朋友的關係。
卡巴立那（カバレリーナ）
配音：すずき紀子（日本）；林丹鳳（香港）
居住在貓咪樹上開芭蕾舞教室的河馬老師。
由於本人體重較重的關係，當開始隨節奏跳舞時都會引起地震。
皮切克（ピーチク）
配音：滝沢ロコ（日本）；陸惠玲（香港）
志願當歌手的知更鳥。
在唱歌的時候相當難聽，而且歌聲相當刺耳。
佩佩企鵝（ペペペンギン）
配音：一城美由希（日本）；郭志權→陳卓智（香港）
看起來相當慌張的企鵝少年。在一些事項之下成為貓頭鷹博士的徒弟。
雖然是企鵝不過卻討厭寒冷，在身體很容易就會發熱的體質之下會說出實話。與其他夥伴一起擺出架式的時候，就能擅長使出從兩隻手之間產生出吹雪的絕招「企鵝暴風」。
佩佩子（ペペコ）
配音：高田由美（日本）；王瑞芹（台灣）；陳凱婷（香港）
佩佩企鵝的妹妹。與小咪一樣對於哥哥有著一定的思念。
貓頭鷹博士（ホウホウ博士）
配音：中博史（日本）；潘文柏（香港）
相當博學多聞的貓頭鷹。
最擅長猜謎題，在人生討論上也談的開，同時也精通考古學。
大金剛（デカコング）
配音：青山穣（日本）；張炳強（香港）
居住在貓咪鎮附近森林的巨大猩猩。
偶而有時候會因為體型太過巨大而引起騷動，但基本上心地善良。
小金剛（チビコング）
大金剛的朋友，體型比大金剛還要小一些。他們倆的存在總是會讓喵歐搞錯。
加歐（ガオン）
配音：古田信幸（日本）；招世亮（香港）
身為山犬的旅行家。與喵歐是死對頭，兩人見面的時候總是會起衝突。
傻瓜小子（パカパカキッド）
配音：落合弘治→樫井笙人（日本）；潘文柏（香港）
牛仔專用的馬，故事中期與加歐交情不錯。
卡可（カアコ）
配音：定岡小百合（日本）；黃鳳英（香港）
經營掃帚屋的巫婆。除了科學女飛喵（小咪）與貓神仙、使喚的蝴蝶之外，唯一知道科學小飛喵的真實身分就是喵吾的登場人物。
關田·路塔（カンタ・ルータ）
配音：雪野五月（日本）；陳凱婷（香港）
哈利（ハリー）
配音：津村真琴（日本）；陳凱婷（香港）
身為忍者的田鼠。雖然是熱血男孩不過卻有容易上當的缺點。
迪摩加（デモンガ）
配音：增田由記（日本）；蔡惠萍（香港）
身為忍者的飛鼠。雖然與哈利同為忍者不過比哈利穩重冷靜，初次登場時被誤以為是偷走卡莎爾的洗手台的犯人（但其實並沒有偷走何東西）。
莉莉子（リリコ）
配音：池本小百合（日本）
鼴鼠太郎（モグスター）
配音：大川透（日本）；張炳強（香港）
家住在荒野中的小鎮，且具有野心的鼴鼠。
具有非常大的佔有心，打算要把全鎮的民眾的財產給挖來，然後占為己有。後來與喵歐具有相投的個性就開始兩人聯手，最後決定背叛喵歐。
旁白（ナレーター）
配音：一龍齋貞友（日本）；林丹鳳（香港）

## 製作團隊
- 企劃 - SUNRISE
- 原作 - 柳瀨嵩
- 總監督 - 芝山努
- 監督 - 岩崎知子
- 系列構成、文藝設定 - 櫻井正明
- 人物設計 - 柳田義明、鈴木玲子
- 總作畫監督 - 船越英之
- 美術設計 - 中村光毅
- 色彩設計 - 中島淑子
- 技術操作 - 佐佐木和宏、長谷川洋一
- 技術編輯- 森田清次
- 聲音設計 - 橫山正和
- 音響監督 - 伊達康将
- 音樂 - 宮路一昭
- 音樂製作人 - 藤田純二、真野昇
- 製作人 - 大池雅光→原口淳（名古屋電視台）、小原麻美（東急AGENCY）、長谷川徹→佐佐木新（SUNRISE）
- 制作協力 - 旭Production、亞細亞堂
- 製作 - 名古屋電視台、東急AGENCY、SUNRISE

## 主題歌
片頭曲「夢のマント」
作詞 - やなせたかし / 補作詞 - 中村メグミ / 作曲・編曲 - 庄野賢一 / 歌 - 大森玲子
第63話から映像が一部変更され、ニャンダーかれんが本編より先行して登場している。
片尾曲
「心の森で」（1 - 32話）
作詞 - やなせたかし / 補作詞 - 中村メグミ / 作曲・編曲 - 庄野賢一 / 歌 - 大森玲子
「ダンスDEニャン2」（33 - 83話）
作詞 - やなせたかし / 作曲・編曲 - 宮路一昭 / 歌 - 熊野清美
劇中曲
「僕はニャンダー！！」
作詞 - やなせたかし / 作曲・編曲 - 宮路一昭 / 歌 - 淺野麻由美
「山猫ニャオンきどりうた」
作詞 - やなせたかし / 作曲 - 宮路一昭 / 編曲 - 宮路一昭・村山知義 / 歌 - 堀内賢雄

## 各話列表
| 話數 | 日文標題         | 中文標題               | 腳本       | 分鏡                | 演出       | 作畫監督 | 播放日期      |
| ---- | ---------------- | ---------------------- | ---------- | ------------------- | ---------- | -------- | ------------- |
| 1    |                  | 小飛喵登場             | 櫻井正明   | 芝山努              | 岩崎知子   | 生野裕子 | 2000年 2月6日 |
| 1    |                  | 披風嘻嘻嘻             | 櫻井正明   | 岩崎知子            | 岩崎知子   | 生野裕子 | 2000年 2月6日 |
| 2    |                  | 在天空跳舞             | 櫻井正明   | 鈴木卓夫            | 根岸宏樹   | 生野裕子 | 2月13日       |
| 2    |                  | 銀子讓大家久等了       | 翁妙子     | 鈴木卓夫            | 根岸宏樹   | 生野裕子 | 2月13日       |
| 3    |                  | 強敵老虎丸             | 中弘子     | 義野利幸            | 生野裕子   | 生野裕子 | 2月20日       |
| 3    |                  | 銀子救出作戰           | 小松崎康弘 | 關本雄二            | 生野裕子   | 生野裕子 | 2月20日       |
| 4    |                  | 小飛喵的真面目？       | 翁妙子     | 佐久良十四郎        | 大町繁     | 宮原秀二 | 2月27日       |
| 5    |                  | 打倒謎題博士           | 中弘子     | 小寺勝之            | 小寺勝之   | 橫山廣實 | 3月5日        |
| 5    |                  | 忍者喵歐登場           | 櫻井正明   | 小寺勝之            | 山崎茂     | 橫山廣實 | 3月5日        |
| 6    |                  | 山犬加奧的挑戰         | 小松崎康弘 | えだよしひ          | えだよしひ | 藤田宗克 | 3月12日       |
| 6    |                  | 傻瓜小子               | 翁妙子     | えだよしひ          | えだよしひ | 藤田宗克 | 3月12日       |
| 7    |                  | 是妖怪之樹吱吱         | 中弘子     | 大宙征基            | 鈴木卓夫   | 大武正枝 | 3月19日       |
| 7    |                  | 喵吾的一天             | 翁妙子     | 大宙征基            | 鈴木卓夫   | 大武正枝 | 3月19日       |
| 8    |                  | 調皮的妖怪             | 櫻井正明   | 佐久良十四郎        | 大町繁     | 小林勝利 | 3月26日       |
| 8    |                  | 可兒離家出走           | 中弘子     | 佐久良十四郎        | 大町繁     | 小林勝利 | 3月26日       |
| 9    |                  | 兩人的小飛喵           | 小松崎康弘 | 義野利幸            | 生野裕子   | 生野裕子 | 4月2日        |
| 9    |                  | 取回森林的水           | 小松崎康弘 | 菊池一仁            | 生野裕子   | 生野裕子 | 4月2日        |
| 10   |                  | 嗶嗶鳥的秘密           | 櫻井正明   | 小寺勝之            | 橫山廣實   | 橫山廣實 | 4月9日        |
| 10   |                  | 名偵探喵歐             | 翁妙子     | 小寺勝之            | 矢吹勉     | 白士理德 | 4月9日        |
| 11   |                  | 喵吾的約定             | 井上美保子 | えだよしひ          | えだよしひ | 藤田宗克 | 4月16日       |
| 11   | 喵歐救助隊       |                        | 井上美保子 | えだよしひ          | えだよしひ | 藤田宗克 | 4月16日       |
| 12   |                  | 令人興奮的香菇         | 中弘子     | 義野利幸            | 根岸宏樹   | 大武正枝 | 4月23日       |
| 12   |                  | 雙胞胎轉學生           | 中弘子     | 菊池一仁            | 根岸宏樹   | 大武正枝 | 4月23日       |
| 13   |                  | 小飛喵誕生             | 櫻井正明   | 佐久良十四郎        | 大町繁     | 小林勝利 | 4月30日       |
| 14   |                  | 抓捕夢小偷             | 翁妙子     | 山田みちしろ        | 生野裕子   | 生野裕子 | 5月7日        |
| 14   |                  | 瀑布小子               | 井上美保子 | 大宙征基            | 生野裕子   | 生野裕子 | 5月7日        |
| 15   |                  | 守護大家的水           | 小松崎康弘 | 佐藤雄三            | 橫山廣實   | 橫山廣實 | 5月14日       |
| 15   |                  | 空中飛行的掃把         | 井上美保子 | 山崎茂              | 山崎茂     | 白土理德 | 5月14日       |
| 16   |                  | 狸貓子登場             | 翁妙子     | えだよしひ          | えだよしひ | 藤田宗克 | 5月21日       |
| 16   |                  | 妖怪的邀請函           | 小松崎康弘 | えだよしひ          | えだよしひ | 藤田宗克 | 5月21日       |
| 17   |                  | 冰之國的搖滾之鬼       | 中弘子     | 菊池一仁            | 岡英和     | 大武正枝 | 5月28日       |
| 17   |                  | 夜空中的幸運草         | 井上美保子 | 六反田等            | 岡英和     | 大武正枝 | 5月28日       |
| 18   |                  | 角力王決定戰           | 翁妙子     | 佐久良十四郎        | 大町繁     | 小林勝利 | 6月4日        |
| 18   |                  | 不要再打架了           | 小松崎康弘 | 佐久良十四郎        | 大町繁     | 小林勝利 | 6月4日        |
| 19   |                  | 飛吧！小青蛙           | 翁妙子     | 香川豊              | 生野裕子   | 生野裕子 | 6月11日       |
| 19   |                  | 交給我來談談喵         | 井上美保子 | 菊池一仁            | 生野裕子   | 生野裕子 | 6月11日       |
| 20   |                  | 消失的小飛喵           | 中弘子     | 山崎茂              | 山崎茂     | 白土理德 | 6月25日       |
| 21   |                  | 嘩啦嘩啦的夢           | 井上美保子 | えだよしひ          | えだよしひ | 藤田宗克 | 7月2日        |
| 21   |                  | 小飛喵紀念館           | 小松崎康弘 | えだよしひ          | えだよしひ | 藤田宗克 | 7月2日        |
| 22   |                  | 賣牛奶的阿牛           | 翁妙子     | 望月智充            | 岡英和     | 大武正枝 | 7月9日        |
| 22   |                  | 用功很快樂喵           | 井上美保子 | 菊池一仁            | 岡英和     | 大武正枝 | 7月9日        |
| 23   |                  | 尋找棒劍冒險           | 翁妙子     | 佐久良十四郎        | 大町繁     | 小林勝利 | 7月16日       |
| 24   |                  | 卡梅卡梅湖大冒險       | 中弘子     | 望月智充            | 望月智充   | 生野裕子 | 7月23日       |
| 25   |                  | 謎題城堡冒險           | 小松崎康弘 | 山崎茂              | 山崎茂     | 白土理德 | 7月30日       |
| 26   |                  | 三個願望冒險           | 井上美保子 | えだよしひ          | えだよしひ | 藤田宗克 | 8月6日        |
| 27   |                  | 骷髏城冒險             | 翁妙子     | 六反田等            | 福富博     | 大武正枝 | 8月13日       |
| 28   |                  | 空中之島探險           | 中弘子     | 佐久良十四郎        | 大町繁     | 小林勝利 | 8月20日       |
| 29   |                  | 三支劍的秘密冒險       | 小松崎康弘 | 望月智充            | 岡英和     | 生野裕子 | 8月27日       |
| 30   |                  | 搖滾樂手喵歐           | 井上美保子 | 山崎茂              | 山崎茂     | 白土理德 | 9月3日        |
| 30   | 犀牛的口頭禪     |                        | 井上美保子 | 山崎茂              | 山崎茂     | 白土理德 | 9月3日        |
| 31   |                  | 喵吾的禮物             | 中弘子     | えだよしひ          | えだよしひ | 藤田宗克 | 9月10日       |
| 31   |                  | 吃醋的鼴鼠             | 小松崎康弘 | えだよしひ          | えだよしひ | 藤田宗克 | 9月10日       |
| 32   |                  | 消失的小飛喵靴子       | 翁妙子     | 福富博              | 福富博     | 大武正枝 | 9月17日       |
| 32   |                  | 空中飛行的佩佩企鵝     | 中弘子     | 六反田等            | 福富博     | 大武正枝 | 9月17日       |
| 33   |                  | 神秘的木乃伊丸登場     | 小松崎康弘 | 佐久良十四郎        | 大町繁     | 小林勝利 | 10月1日       |
| 33   |                  | 調皮的雙胞胎           | 翁妙子     | 佐久良十四郎        | 大町繁     | 小林勝利 | 10月1日       |
| 34   |                  | 任性的黃金仙人         | 井上美保子 | 望月智充            | 望月智充   | 生野裕子 | 10月8日       |
| 34   |                  | 對不起喵子             | 中弘子     | 望月智充            | 望月智充   | 生野裕子 | 10月8日       |
| 35   |                  | 蜘蛛貓的報恩?          | 小松崎康弘 | 山崎茂              | 山崎茂     | 白土理德 | 10月15日      |
| 35   |                  | 以打架當好朋友         | 翁妙子     | 山崎茂              | 山崎茂     | 白土理德 | 10月15日      |
| 36   |                  | 貓咪遺跡的秘密         | 櫻井正明   | 菊池一仁            | 岡英和     | 近藤優次 | 10月22日      |
| 37   |                  | 座無虛席？芭蕾舞發表會 | 井上美保子 | えだよしひ          | えだよしひ | 藤田宗克 | 10月29日      |
| 37   |                  | 盤子吉的禮物           | 翁妙子     | えだよしひ          | えだよしひ | 藤田宗克 | 10月29日      |
| 38   |                  | 喜歡討厭都不行         | 小松崎康弘 | 福富博              | 福富博     | 大武正枝 | 11月12日      |
| 38   |                  | 迷路的海豚             | 井上美保子 | 六反田等            | 福富博     | 大武正枝 | 11月12日      |
| 39   |                  | 夢之國的小咪           | 翁妙子     | 佐久良十四郎        | 大町繁     | 小林勝利 | 11月19日      |
| 40   |                  | 我最討厭嗶嗶鳥         | 井上美保子 | 望月智充            | 岡英和     | 生野裕子 | 11月26日      |
| 40   |                  | 喵吾是電影明星         | 小松崎康弘 | 望月智充            | 岡英和     | 生野裕子 | 11月26日      |
| 41   |                  | 消失的小書包           | 中弘子     | 山崎茂              | 山崎茂     | 白土理德 | 12月3日       |
| 41   |                  | 被懷疑的喵吾           | 小松崎康弘 | 山崎茂              | 山崎茂     | 白土理德 | 12月3日       |
| 42   |                  | 用忍術來決定大人物     | 翁妙子     | 芝山努              | 岡英和     | 近藤優次 | 12月10日      |
| 42   |                  | 愛神喵歐               | 井上美保子 | 芝山努              | 岡英和     | 近藤優次 | 12月10日      |
| 43   |                  | 英雄難過蛀牙關         | 翁妙子     | えだよしひ          | えだよしひ | 藤田宗克 | 12月17日      |
| 43   |                  | 熱血松茸大麻煩         | 小松崎康弘 | えだよしひ          | えだよしひ | 藤田宗克 | 12月17日      |
| 44   |                  | 變小的小飛喵           | 小松崎康弘 | 六反田等            | 福富博     | 大武正枝 | 12月24日      |
| 44   |                  | 嗶嗶鳥和貓咪書包       | 翁妙子     | 福富博              | 福富博     | 大武正枝 | 12月24日      |
| 45   |                  | 從空中來的禮物         | 中弘子     | 佐久良十四郎        | 大町繁     | 小林勝利 | 12月31日      |
| 45   |                  | 迎接春天的營火晚會     | 井上美保子 | 佐久良十四郎        | 大町繁     | 小林勝利 | 12月31日      |
| 46   |                  | 害羞的喵歐             | 翁妙子     | 望月智充            | 岡英和     | 生野裕子 | 2001年 1月7日 |
| 46   |                  | 垃圾是寶物             | 中弘子     | 望月智充            | 岡英和     | 生野裕子 | 2001年 1月7日 |
| 47   |                  | 卡可VS.黃金仙人        | 井上美保子 | 山崎茂              | 山崎茂     | 白土理德 | 1月14日       |
| 47   | 喵歐的花店老闆   |                        | 井上美保子 | 山崎茂              | 山崎茂     | 白土理德 | 1月14日       |
| 48   |                  | 健行訓練               | 中弘子     | えだよしひ          | えだよしひ | 藤田宗克 | 1月21日       |
| 48   | 充滿謎團的祖母家 |                        | 中弘子     | えだよしひ          | えだよしひ | 藤田宗克 | 1月21日       |
| 49   |                  | 消失的泉水             | 翁妙子     | 福富博              | 福富博     | 大武正枝 | 1月28日       |
| 49   |                  | 驅趕原野怪物           | 翁妙子     | 六反田等            | 福富博     | 大武正枝 | 1月28日       |
| 50   |                  | 老虎丸是有錢人         | 小松崎康弘 | 佐久良十四郎        | 大町繁     | 小林勝利 | 2月4日        |
| 50   | 蝙蝠卡莎爾       |                        | 小松崎康弘 | 佐久良十四郎        | 大町繁     | 小林勝利 | 2月4日        |
| 51   |                  | 可兒感冒的日子         | 翁妙子     | 望月智充            | 岡英和     | 生野裕子 | 2月11日       |
| 51   |                  | 小玉的戀愛             | 小松崎康弘 | 望月智充            | 岡英和     | 生野裕子 | 2月11日       |
| 52   |                  | 拯救晚霞花             | 井上美保子 | 山崎茂              | 山崎茂     | 白土理德 | 2月18日       |
| 52   |                  | 知名攝影師登場         | 小松崎康弘 | 山崎茂              | 山崎茂     | 白土理德 | 2月18日       |
| 53   |                  | 歸來的燕子馬戲團       | 井上美保子 | えだよしひ          | えだよしひ | 藤田宗克 | 2月25日       |
| 53   |                  | 想變漂亮的大人物       | 翁妙子     | えだよしひ          | えだよしひ | 藤田宗克 | 2月25日       |
| 54   |                  | 海賊喵歐的對決         | 井上美保子 | 六反田等            | 福富博     | 大武正枝 | 3月4日        |
| 54   |                  | 製作麵包會爆炸         | 翁妙子     | 福富博              | 福富博     | 大武正枝 | 3月4日        |
| 55   |                  | 別再叫我們雙胞胎！     | 翁妙子     | 佐久良十四郎        | 大町繁     | 小林勝利 | 3月11日       |
| 55   |                  | 黃金仙人的新發明       | 小松崎康弘 | 佐久良十四郎        | 大町繁     | 小林勝利 | 3月11日       |
| 56   |                  | 金子老師來了           | 中弘子     | 望月智充            | 岡英和     | 生野裕子 | 3月18日       |
| 56   |                  | 想變大的小金剛         | 小松崎康弘 | 望月智充            | 岡英和     | 生野裕子 | 3月18日       |
| 57   |                  | 木乃伊丸有兩人？       | 井上美保子 | 山崎茂              | 山崎茂     | 白土理德 | 3月25日       |
| 57   |                  | 喵歐創辦學校           | 中弘子     | 山崎茂              | 山崎茂     | 白土理德 | 3月25日       |
| 58   |                  | 閃亮寶玉與骷顱王       | 櫻井正明   | えだよしひ 松浦錠平 | 松浦錠平   | 藤田宗克 | 4月1日        |
| 59   |                  | 把海給汙染的泥巴頓     | 櫻井正明   | 六反田等            | 橫山廣行   | 大武正枝 | 4月8日        |
| 60   |                  | 守護企鵝島！           | 小松崎康弘 | 佐久良十四郎        | 大町繁     | 小林勝利 | 4月15日       |
| 61   |                  | 骷髏王的末日           | 櫻井正明   | 岡英和              | 岡英和     | 生野裕子 | 4月22日       |
| 62   |                  | 做的好，喝采君         | 翁妙子     | 山崎茂              | 山崎茂     | 白土理德 | 4月29日       |
| 62   |                  | 慌張的剪刀人           | 井上美保子 | 山崎茂              | 山崎茂     | 白土理德 | 4月29日       |
| 63   |                  | 愛吹牛的喵歐           | 中弘子     | 松浦錠平            | 松浦錠平   | 藤田宗克 | 5月6日        |
| 63   |                  | 碰碰碰花搜尋隊         | 小松崎康弘 | 松浦錠平            | 松浦錠平   | 藤田宗克 | 5月6日        |
| 64   |                  | 打架的回歸之路         | 井上美保子 | 六反田等            | 橫山廣行   | 大武正枝 | 5月13日       |
| 64   |                  | 汪太的初次冒險         | 翁妙子     | 六反田等            | 橫山廣行   | 大武正枝 | 5月13日       |
| 65   |                  | 直話直說氣球大恐慌     | 五武冬史   | 佐久良十四郎        | 大町繁     | 小林勝利 | 5月20日       |
| 65   |                  | 超級喵歐號出動！       | 井上美保子 | 佐久良十四郎        | 大町繁     | 小林勝利 | 5月20日       |
| 66   |                  | 大時鐘停下來了         | 小松崎康弘 | 岡英和              | 生野裕子   | 生野裕子 | 5月27日       |
| 66   |                  | 銀子姊姊飛起來了       | 中弘子     | 岡英和              | 生野裕子   | 生野裕子 | 5月27日       |
| 67   |                  | 尋找銀子姊姊           | 中弘子     | 山崎茂              | 山崎茂     | 白土理德 | 6月3日        |
| 67   |                  | 加油！借物賽跑         | 翁妙子     | 山崎茂              | 山崎茂     | 白土理德 | 6月3日        |
| 68   |                  | 雕刻家阿奇             | 小松崎康弘 | えだよしひ          | えだよしひ | 藤田宗克 | 6月10日       |
| 68   | 傳說中的勇者喵歐 |                        | 小松崎康弘 | えだよしひ          | えだよしひ | 藤田宗克 | 6月10日       |
| 69   |                  | 以時光機成為大人物     | 小松崎康弘 | 六反田等            | 橫山廣行   | 大武正枝 | 6月24日       |
| 69   |                  | 什麼都能吃下去的貪吃草 | 中弘子     | 六反田等            | 橫山廣行   | 大武正枝 | 6月24日       |
| 70   |                  | 魔術師傑克             | 小松崎康弘 | 佐久良十四郎        | 大町繁     | 小林勝利 | 7月1日        |
| 70   |                  | 月夜下的舞蹈會         | 井上美保子 | 佐久良十四郎        | 大町繁     | 小林勝利 | 7月1日        |
| 71   |                  | 妖怪嬰兒離家出走？     | 翁妙子     | 岡英和              | 生野裕子   | 生野裕子 | 7月8日        |
| 71   |                  | 喵太是傻瓜             | 五武冬史   | 岡英和              | 生野裕子   | 生野裕子 | 7月8日        |
| 72   |                  | 袋鼠拳擊手             | 小松崎康弘 | 山崎茂              | 山崎茂     | 白土理德 | 7月15日       |
| 72   |                  | 拉克達很快樂           | 井上美保子 | 山崎茂              | 山崎茂     | 白土理德 | 7月15日       |
| 73   |                  | 科學女飛喵誕生         | 櫻井正明   | 佐久良十四郎        | 大町繁     | 小林勝利 | 7月22日       |
| 74   |                  | 老鼠啾啾一族來了       | 小松崎康弘 | 芝山努              | 橫山廣行   | 大宅光子 | 7月29日       |
| 75   |                  | 貓咪鎮陷入危機         | 櫻井正明   | 佐久良十四郎        | 岡英和     |          | 8月5日        |
| 76   |                  | 來自貓咪夢樂園的招待   | 翁妙子     | 松浦錠平            | 松浦錠平   | 藤田宗克 | 8月12日       |
| 77   |                  | 爆裂老鼠登場！         | 小松崎康弘 | 義野利幸            | 根岸宏樹   | 大武正枝 | 8月19日       |
| 78   |                  | 老鼠啾啾的章魚戰鬥     | 中弘子     | 山崎茂              | 山崎茂     | 白土理德 | 8月26日       |
| 79   |                  | 老鼠啾啾的禮物作戰     | 井上美保子 | 望月智充            | 淺野文彰   | 生野裕子 | 9月2日        |
| 80   |                  | 女飛喵大活躍           | 翁妙子     | 義野利幸            | 橫山廣行   | 近藤優次 | 9月9日        |
| 81   |                  | 和好的搗麻糬           | 中弘子     | 佐久良十四郎        | 大町繁     | 小林勝利 | 9月16日       |
| 82   |                  | 森林由誰歸屬？         | 井上美保子 | 榎本明廣            | 松浦錠平   | 藤田宗克 | 9月23日       |
| 83   |                  | 啾城堡大攻防           | 小松崎康弘 | 岩崎知子            | 岡英和     | 生野裕子 | 9月30日       |

## 播放電視台
- 朝日電視台系列24頻道 - 星期日 7:00 - 7:30
- 高知電視台（TBS系列） - 星期四 16:00 - 16:30
- 東森幼幼台 - （2003年）星期一至五 16:00-16:30
- 無線電視翡翠台 - （2002年）
- MOMO親子台 - （2007年）星期一至五 12:00-12:30

## 備註
1. ↑  播映初期出於某些原因而未公開主角的出演配音員。
2. ↑  川田妙子因為當時本人待產中的關係而暫時退出。
3. ↑  根據其說法，只要喵吾和科學小飛喵其中一名在場，那麼另一名就不會出現，而且兩者體型幾乎相同。